# Liste der Hochhäuser im Bundesstaat Washington
In der Liste der Hochhäuser in Washington werden die höchsten Hochhäuser im gleichnamigen US-Bundesstaat Washington ab einer strukturellen Höhe von 100 Metern aufgezählt. Das bedeutet die Höhe bis zum höchsten Punkt des Hochhauses ohne Antenne. Aufgezählt werden nur fertiggestellte und im Bau befindlichen Hochhäuser.

## Auflistung der Hochhäuser nach Höhe
| Nr. | Name                               | Stadt    | Höhe                          | Etagen | Baujahr | Status |
| --- | ---------------------------------- | -------- | ----------------------------- | ------ | ------- | ------ |
| 1.  | Columbia Center                    | Seattle  | 284,2 m                       | 76     | 1985    | Erbaut |
| 2.  | Two Union Square                   | Seattle  | 242,9 m (Höhe bis zur Spitze) | 56     | 1989    | Erbaut |
| 3.  | 1201 Third Avenue                  | Seattle  | 235,3 m                       | 55     | 1988    | Erbaut |
| 4.  | Seattle Municipal Tower            | Seattle  | 220,1 m                       | 62     | 1990    | Erbaut |
| 5.  | Safeco Plaza                       | Seattle  | 192 m                         | 50     | 1969    | Erbaut |
| 6.  | City Centre                        | Seattle  | 184,8 m (Höhe bis zur Spitze) | 44     | 1989    | Erbaut |
| 7.  | Russell Investments Center         | Seattle  | 182,2 m                       | 42     | 2006    | Erbaut |
| 8.  | Wells Fargo Center                 | Seattle  | 175 m                         | 47     | 1983    | Erbaut |
| 9.  | Bank of America Fifth Avenue Plaza | Seattle  | 165,5 m                       | 42     | 1981    | Erbaut |
| 10. | 901 Fifth Avenue Building          | Seattle  | 163,3 m                       | 41     | 1973    | Erbaut |
| 11. | Rainier Tower                      | Seattle  | 156,7 m                       | 31     | 1977    | Erbaut |
| 12. | The Tower at Fourth & Madison      | Seattle  | 156,1 m                       | 40     | 2002    | Erbaut |
| 13. | 1918 8th Avenue Tower              | Seattle  | 152,4 m                       | 36     | 2009    | Erbaut |
| 14. | Qwest Plaza                        | Seattle  | 151,8 m                       | 33     | 1976    | Erbaut |
| 15. | 1000 Second Avenue                 | Seattle  | 150,3 m                       | 43     | 1987    | Erbaut |
| 16. | Henry M. Jackson Federal Building  | Seattle  | 148,4 m                       | 37     | 1974    | Erbaut |
| 17. | 815 Pine                           | Seattle  | 147,8 m                       | 37     | 2014    | im Bau |
| 18. | Smith Tower                        | Seattle  | 147,5 m (Höhe bis zur Spitze) | 38     | 1914    | Erbaut |
| 19. | One Union Square                   | Seattle  | 139 m                         | 36     | 1981    | Erbaut |
| 20. | Olive 8                            | Seattle  | 138,7 m                       | 39     | 2009    | Erbaut |
| 21. | Eleven-Eleven Third Avenue         | Seattle  | 138,4 m                       | 34     | 1980    | Erbaut |
| 22. | Bellevue Towers Two                | Bellevue | 137,2 m                       | 43     | 2008    | Erbaut |
| =   | Lincoln Tower One                  | Bellevue | 137,2 m                       | 42     | 2005    | Erbaut |
| 24. | Westin Hotel North Tower           | Seattle  | 137 m                         | 44     | 1982    | Erbaut |
| 25. | Fifteen Twenty-One Second Avenue   | Seattle  | 134,1 m                       | 36     | 2008    | Erbaut |
| 26. | Bellevue Towers One                | Bellevue | 131,1 m                       | 42     | 2008    | Erbaut |
| 27. | Eddie Bauer at Lincoln Square      | Bellevue | 125,6 m                       | 27     | 2007    | Erbaut |
| 28. | Westin Building                    | Seattle  | 124,7 m                       | 34     | 1981    | Erbaut |
| 29. | Aspira                             | Seattle  | 121,9 m                       | 37     | 2009    | Erbaut |
| 30. | Westin Hotel South Tower           | Seattle  | 121 m                         | 40     | 1969    | Erbaut |
| 31. | United States Federal Courthouse   | Seattle  | 118,9 m                       | 23     | 2004    | Erbaut |
| 32. | Financial Center                   | Seattle  | 118,6 m                       | 28     | 1972    | Erbaut |
| 33. | Century Square                     | Seattle  | 116,1 m                       | 30     | 1986    | Erbaut |
| 34. | Sheraton Seattle                   | Seattle  | 113,1 m                       | 34     | 1982    | Erbaut |
| 35. | Seattle Tower                      | Seattle  | 111,6 m (Höhe bis zur Spitze) | 27     | 1929    | Erbaut |
| 36. | West 8th                           | Seattle  | 109,7 m                       | 28     | 2009    | Erbaut |
| =   | City Center Plaza                  | Bellevue | 109,7 m                       | 26     | 2009    | Erbaut |
| =   | 520 Pike Tower                     | Seattle  | 109,7 m                       | 29     | 1983    | Erbaut |
| 39. | City Center Bellevue               | Bellevue | 109 m                         | 27     | 1986    | Erbaut |
| 40. | Crowne Plaza Hotel                 | Seattle  | 107 m                         | 34     | 1980    | Erbaut |
| 41. | First Hill Plaza                   | Seattle  | 106,4 m                       | 33     | 1982    | Erbaut |
| =   | Continental Place Tower            | Seattle  | 106,4 m                       | 34     | 1981    | Erbaut |
| 43. | Westlake Center                    | Seattle  | 105 m                         | 25     | 1988    | Erbaut |
| =   | Sedgwick James Building            | Seattle  | 105 m                         | 25     | 1979    | Erbaut |
| 45. | One Convention Place               | Seattle  | 103,3 m                       | 22     | 2001    | Erbaut |
| 46. | Wells Fargo Plaza                  | Tacoma   | 103 m                         | 25     | 1970    | Erbaut |
| 47. | Escala                             | Seattle  | 100,6 m                       | 30     | 2009    | Erbaut |
| =   | Cosmopolitan                       | Seattle  | 100,6 m                       | 33     | 2007    | Erbaut |